# Tigre
Tigre (španělsky Río Tigre [ˈtiɣɾe]IPA) je řeka v Peru. Tigre je levostranný přítok Marañónu, do kterého se vlévá asi 68 km od soutoku s Ucayali.

## Průběh toku
Vzniká soutokem řek Cunambo a Pintoyacu při hranicích Ekvádoru a Peru, obě zdrojnice pramení v ekvádorských Andách. Zdrojnice i samotná řeka Tigre směřují k jihovýchodu. Na horním i na dolním toku protéká Amazonskou nížinou, kde teče v širokém a velmi členitém korytě – četné meandry a mrtvá ramena.

### Přítoky
Corrientes (P)

## Využití
Vodní doprava je možná na dolním toku – 200 km od ústí do Marañónu.